# Platycomopsis paracobbi
Platycomopsis paracobbi är en rundmaskart som beskrevs av Mawson 1956. Platycomopsis paracobbi ingår i släktet Platycomopsis och familjen Leptosomatidae. Inga underarter finns listade i Catalogue of Life.